# Cirina
Cirina là một chi bướm đêm thuộc họ Saturniidae.

## Các loài
- Cirina butyrospermi (Vuillet, 1911)
- Cirina forda (Westwood, 1849)